# 红河学院
红河学院，是位于中国云南省红河州的一所公办综合性本科院校。

## 历史沿革
1978年4月，中华人民共和国国务院批准成立蒙自师范专科学校，是文化大革命结束后，中国政府在各省首批设置的普通高校之一。1992年7月，中国国家教委同意蒙自师范专科学校更名为蒙自师范高等专科学校。
2003年4月，经中华人民共和国教育部批准，蒙自师范高等专科学校和云南广播电视大学红河分校合并组建成红河学院。
2008年6月，红河州越南研究中心在红河学院挂牌成立。
2011年9月，红河学院与越南合作办学项目暨2011级新生开学典礼在越南太原大学（太原校区）举行，至此，红河学院成为云南省首个获得在国外开设本科专业资格的高校。

## 学术研究

### 院系设置
截至2020年4月，该校开设了66个全日制本科专业，分布在文、史、法、理、工、农、经济、管理、教育、艺术10大教学门类。

### 师资力量
截至2014年12月，红河学院拥有教职工864人，其中专任教师670人，正高职称78人，副高职称180人，副高职称以上教师占专任教师总数的 39%，专任教师中博士34人，硕士392人，硕博教师占专任教师的比列达64%；其中，省级教学名师3人，省级小语种人才培养教师6人，享受国务院特殊津贴1人，省政府特殊津贴4人，云南省有突出贡献专业技术人才2人，云南省教育功勋奖1人，入选云南省“四个一批”人才1人，云南省中青年学术技术带头人后备人才2人，红河州州管专家4人，多名教师被聘为省内外知名高校的硕士生导师。

### 学术资源
据2014年11月学校官网显示，该校有纸质藏书51.8万册，每年订阅印刷版、电子版报刊9082种。其中，教学、科研用书约占馆藏图书总数的71%，与该校所设专业相关的专业期刊约为期刊总数的80%，学科核心期刊大约占专业期刊的40%。

### 对外合作
红河学院邻近越南，因此该校亦重视建设“国门大学”力度。自2004年起，红河学院开始招收越南留学生，并为他们提供中文培训。越南社会科学翰林院也与红河学院展开合作，在越南太原大学建立了汉语中心。红河学院亦与太原农林大学、荣市大学等高等院校联合培养学生；并在经济、社会、越中边境文化等领域进行了一系列的研究。